# 王以智
王以智，前滙豐亞洲區私人銀行服務行政總裁。
王以智的父親為已故「船王」王國桐，1950年代中國政權轉移後由上海遷居香港，創立僑聯航運，其母親為江文琤，曾任編劇及導演，王以智的姨媽則是聲樂家江樺。
王以智於美國大學畢業，曾任職電腦程式員，1970年代加入銀行界，曾在紐約花旗銀行任職，其後轉職至滙豐私人銀行服務部，任職超過20年，離職前為亞洲區行政總裁。
王以智未婚，近年喜愛出席舞會及時裝表演。她現居於香港中環的雅賓利大廈（The Albany），曾打破住宅大廈售價的世界紀錄。

## 拉丁舞導師索償案
王以智於2000年以巨額學費跟隨意大利籍拉丁舞高手Mirko Saccani以及其第15屆世界專業拉丁舞冠軍、獲領MBE勳銜的英國籍妻子Gaynor Fairweather學習拉丁舞，二人訂下3份共10年的舞蹈訓練合約，共值1.2億港元。2004年8月25日，王以智為參加9月在美國邁阿密舉行的拉丁舞比賽，與Mirko在銅鑼灣麗花大飯店搭檔表演時，因妒忌同場另一對舞者獲得的掌聲而鬧翻，Mirko並當眾辱罵王以智。其後雙方決定解約，但Mirko拒絕歸還預繳學費並向王以智追討餘下未繳付的學費。
王以智其後入稟香港法院，向前拉丁舞導師索償共6000萬港元的未來8年預繳學費，2006年9月6日，法院判王以智勝訴，可取回共6259萬港元款項。11月20日，法院再審理賠償金利息計算的問題，原本的利息為460萬港元，但王以智堅持要以「P+1」（即銀行最優惠利率加1厘）計算，即是950萬港元。3日後，法院裁定前拉丁舞導師只須按一般銀行存款利息率計算，繳付460萬港元的利息。

## 資料來源
- 王以智發聲明滿意裁決[] 星島日報
- 滙豐女總裁追跳舞學費勝訴（页面存档备份，存于） 明報
- 舞王罵王以智：拋你出窗 現任舞蹈老師作證[] 明報
- 億元學舞遭公開羞辱 香港銀行女總裁索償（页面存档备份，存于）
- 王以智參加時裝表演

1. ↑  . 壹週刊. 2020年11月23日  [2020年11月23日]. （原始内容存档于2020年11月28日）.